# Магистраль М9
Магистра́ль М9 (также — Минская кольцевая автомобильная дорога (МКАД), бел. Мінская кальцавая аўтамабільная дарога (МКАД) — автомобильная трасса в Минске, проходящая приблизительно по административной границе города. Протяжённость трассы составляет 56, 998 километра.

## История
Строительство Минской кольцевой автомобильной дороги началось в 1956 году и завершилось в 1963 году, что позволило вывести потоки транзитного грузового автотранспорта с городских улиц. Первоначально связывала 8 радиальных автодорог основных направлений. Изначально она относилась к третьей категории автодорог, имела по одной полосе в каждую сторону, а ширина её проезжей части составляла 7,5 метров. В 1980 была начата реконструкция Минской кольцевой дороги, построено 26,8 километра четырёхполосной дороги первой категории, остальные 29,4 километра — второй категории с двумя полосами.

## Современная ситуация

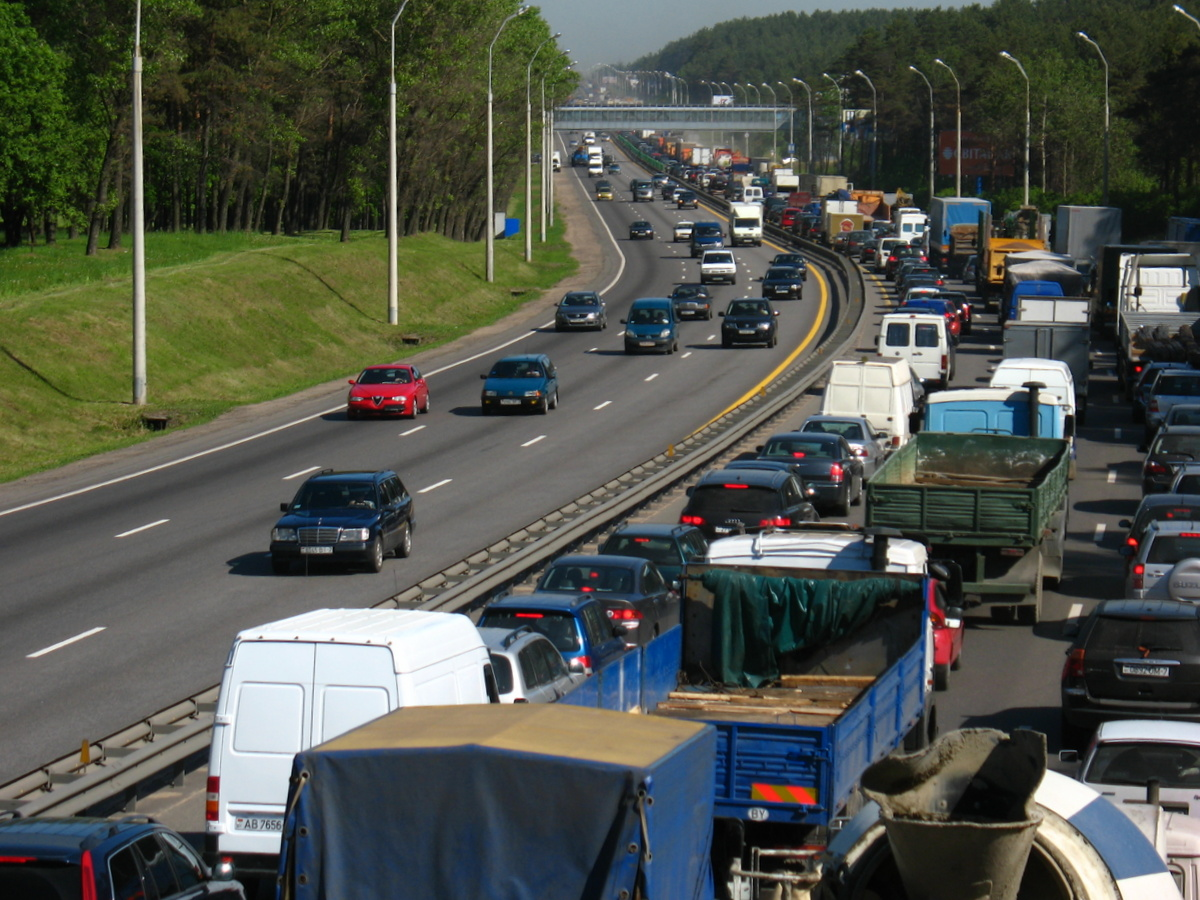
МКАД у микрорайона «Ангарская» (6–7-й км)

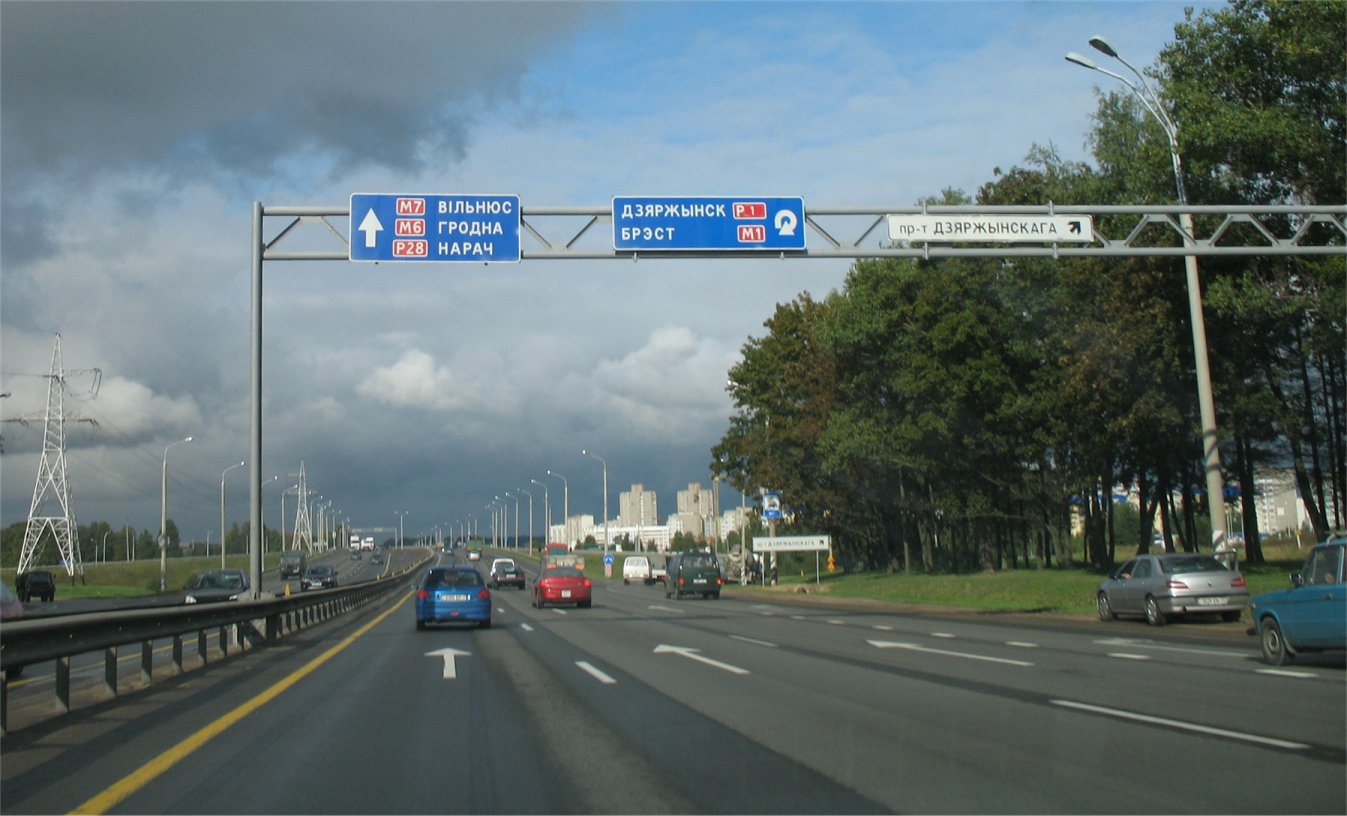
М9 перед пересечением с Брестским шоссе (24–25-й км)

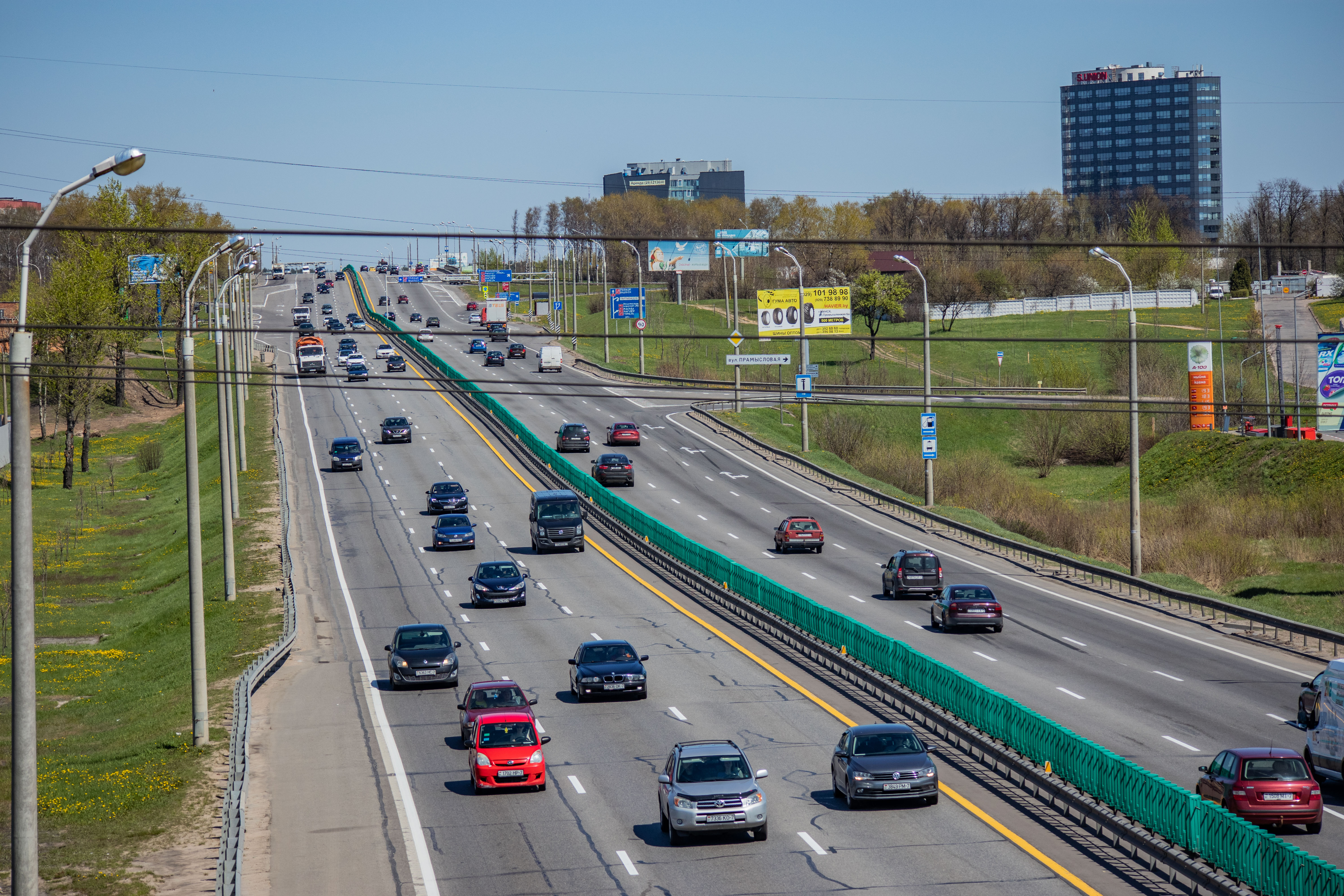
М9 возле пересечения с Могилёвским шоссе (10−11-й км)

К концу 1990-х дорога перестала справляться с возросшей нагрузкой: интенсивность движения достигла 16–18 тысяч автомобилей в сутки, в то время как на дороге имелись пересечения в одном уровне, светофоры, остановки маршрутных автобусов. В связи с этим 7 августа 2001 было подписано распоряжение Президента Беларуси о проведении реконструкции дороги. Работы было поручено завершить к ноябрю 2002 года.
Реконструированная магистраль была открыта 7 ноября 2002 года. В настоящее время Минская кольцевая — это дорога первого класса с шестью полосами движения. Ширина дороги составляет 29 метров, на всем её протяжении установлены фонари освещения и отсутствуют светофоры, пересечения и левые повороты в одном уровне. Пропускная способность дороги составляет 85 тысяч машин в сутки. Расчетная скорость на кольцевой — 120 км/ч, однако в настоящее время скорость движения ограничена 90 км/ч. Такое ограничение пришлось ввести из-за частых случаев ДТП при переходе дороги в неположенном месте, несмотря на то что организовано более 50 мест для перехода (подземных или надземных переходов), а на всем протяжении дороги по её оси установлено двухстороннее барьерное ограждение.
На трассе работают три дорожно-измерительные станции: в проезжую часть дороги вмонтированы датчики, которые считывают состояние покрытия, точку росы, скорость и направление ветра, видимость, температуру воздуха и другие параметры. Вся эта информация передается в центральную диспетчерскую, где принимается решение об обработке покрытия антигололедными материалами. Датчики также учитывают скорость и интенсивность дорожного движения. На электронном табло выводится информация для водителей.
При реконструкции дороги уложено 680 тысяч тонн асфальтобетона, установлено 100 километров барьерного ограждения, 2,4 километра шумозащитных экранов, построены 24 транспортных развязки, 30 мостов и путепроводов, 6 надземных и 16 подземных пешеходных переходов. Установлено 1600 дорожных знаков, 3 метеостанции.
По состоянию на 2006 год пиковая интенсивность движения на дороге достигала 50 тыс. машин в сутки. 93,4 процента общего потока транспорта, проезжающего по дороге, составляют легковые машины и микроавтобусы, 5,8 процента — грузовики и автопоезда, 0,8 процента — автобусы. Со скоростью до 70 километров в час по кольцевой проезжают 13,3 процента автомобилей, до 90 километров в час — 53,4 процента, 33,3 процента превышают установленную скорость 90 километров в час.
В первые годы после введения магистрали в эксплуатацию на ней ежегодно погибало около 40 человек, принятые меры позволили сократить число смертей до 10–13.
Появилась информация, что в связи с передачей в коммунальную собственность г. Минска (пп.1.1 постановления Совета Министров Республики Беларусь от 1 февраля 2013 г. № 80) М9 станет магистральной улицей непрерывного движения с 1 апреля 2013 г.. Однако данное решение закрепляет переход в муниципальную собственность, а не само переименование. Использование аббревиатуры МУНД незаконно.

## Основные развязки
| Расст. (прибл.) |  | В город                           | Из города                          | Направления                                                                   |  |
| --------------- |  | --------------------------------- | ---------------------------------- | ----------------------------------------------------------------------------- |  |
| 0 км            |  | пр. Независимости                 | М2 Московское шоссе                | Национальный аэропорт Минск, Борисов, Орша, Москва                            |  |
| 2 км            |  | ул. Ф. Скорины                    | ул. акад. Купревича                |                                                                               |  |
| 4 км            |  | ул. Ваупшасова                    |                                    |                                                                               |  |
| 6 км            |  | ул. Илимская                      |                                    |                                                                               |  |
| 8 км            |  | Байкальская ул.                   |                                    |                                                                               |  |
| 9 км            |  | Партизанский пр.                  | М4 М5 Могилёвское/Гомельское шоссе | Могилёв, Бобруйск, Гомель, Киев                                               |  |
| 11 км           |  | Свислочская ул.                   | Свислочская ул.                    |                                                                               |  |
| 14 км           |  | Ташкентская ул.                   |                                    |                                                                               |  |
| 16 км           |  | ул. Виктора Турова                |                                    |                                                                               |  |
| 18 км           |  | Игуменский тракт, Маяковского ул. | ул. Бабушкина                      | Колядичи                                                                      |  |
| 21 км           |  | ул. Кижеватова                    | Р23 Слуцкое шоссе                  | Слуцк, Солигорск, Микашевичи                                                  |  |
| 23 км           |  | ул. Казинца                       |                                    |                                                                               |  |
| 24 км           |  | ул. Наполеона Орды                | ул. Курчатова                      |                                                                               |  |
| 25 км           |  | пр. Дзержинского                  | Р1 Брестское шоссе                 | Дзержинск, Барановичи, Брест, Варшава                                         |  |
| 27 км           |  | ул. Громова                       | ул. Громова                        |                                                                               |  |
| 28 км           |  | ул. Слободская                    | Озерцовский тракт                  |                                                                               |  |
| 31 км           |  | ул. Шаранговича                   | 4-й переулок Монтажников           |                                                                               |  |
| 33 км           |  | ул. Мазурова                      |                                    |                                                                               |  |
| 34 км           |  | ул. Притыцкого                    | М6 М7 E 28 Раковское шоссе         | Лида, Гродно, Ошмяны, Вильнюс, Берлин                                         |  |
| 39 км           |  | ул. Тимирязева                    | Р28 Заславское шоссе               | Молодечно, Браслав                                                            |  |
| 40 км           |  | пр. Победителей                   |                                    |                                                                               |  |
| 46 км           |  | Долгиновский тракт                | Р58 Папернянское шоссе             | Мядель                                                                        |  |
| 49 км           |  | Улица Иосифа Лангбарда            |                                    |                                                                               |  |
| 53 км           |  | Логойский тракт                   | М3 Логойское шоссе                 | Логойск, Плещеницы, Бегомль, Лепель, Полоцк, Новополоцк, Бешенковичи, Витебск |  |
| 56 км           |  | Всехсвятская ул.                  | ул. Гинтовта                       |                                                                               |  |